# 蘭茨貝格監獄

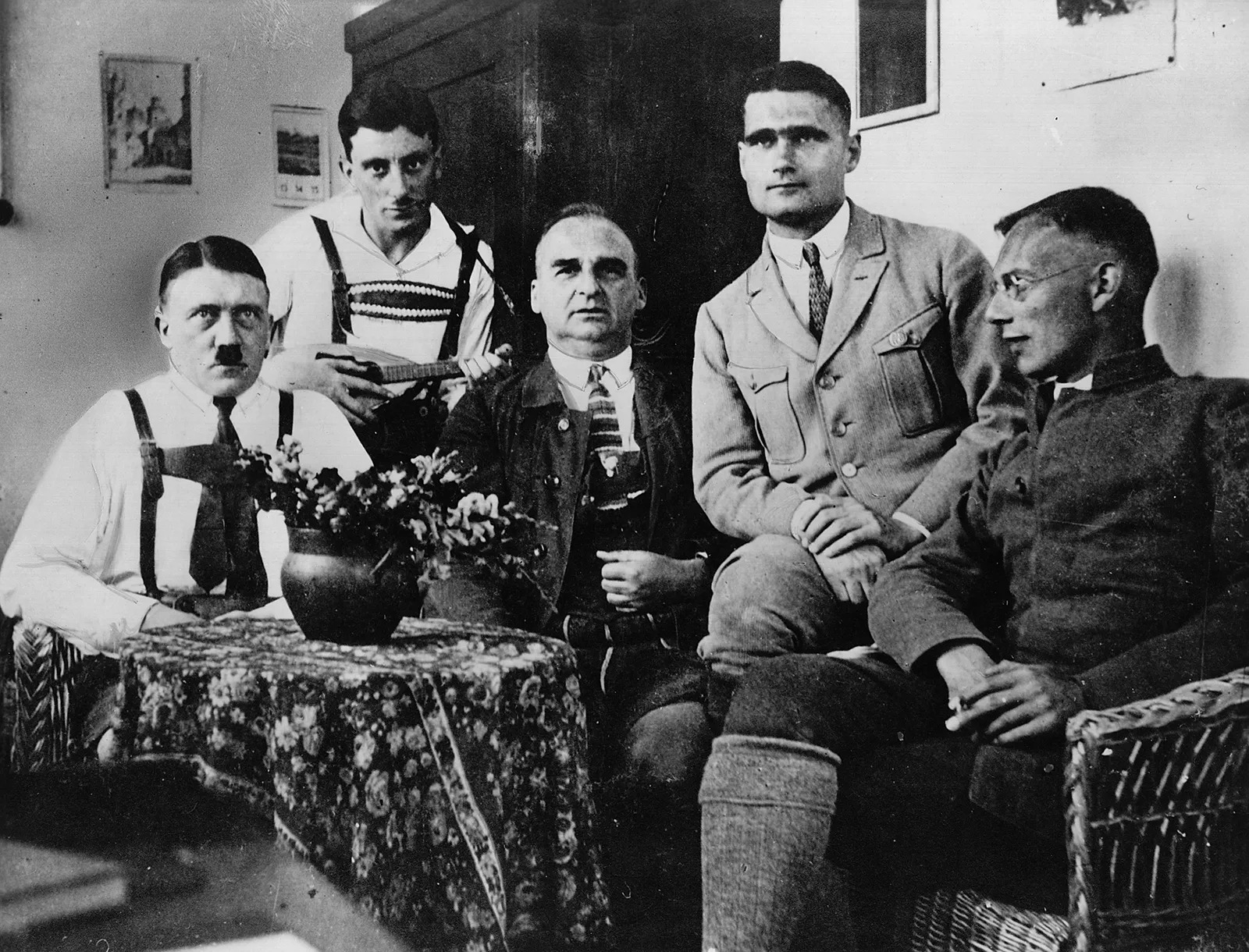
蘭茨貝格的參與啤酒館政變的納粹分子：阿道夫·希特勒、埃米爾·莫里斯、赫爾曼·克里貝爾、魯道夫·赫斯、弗里德里希·韋伯

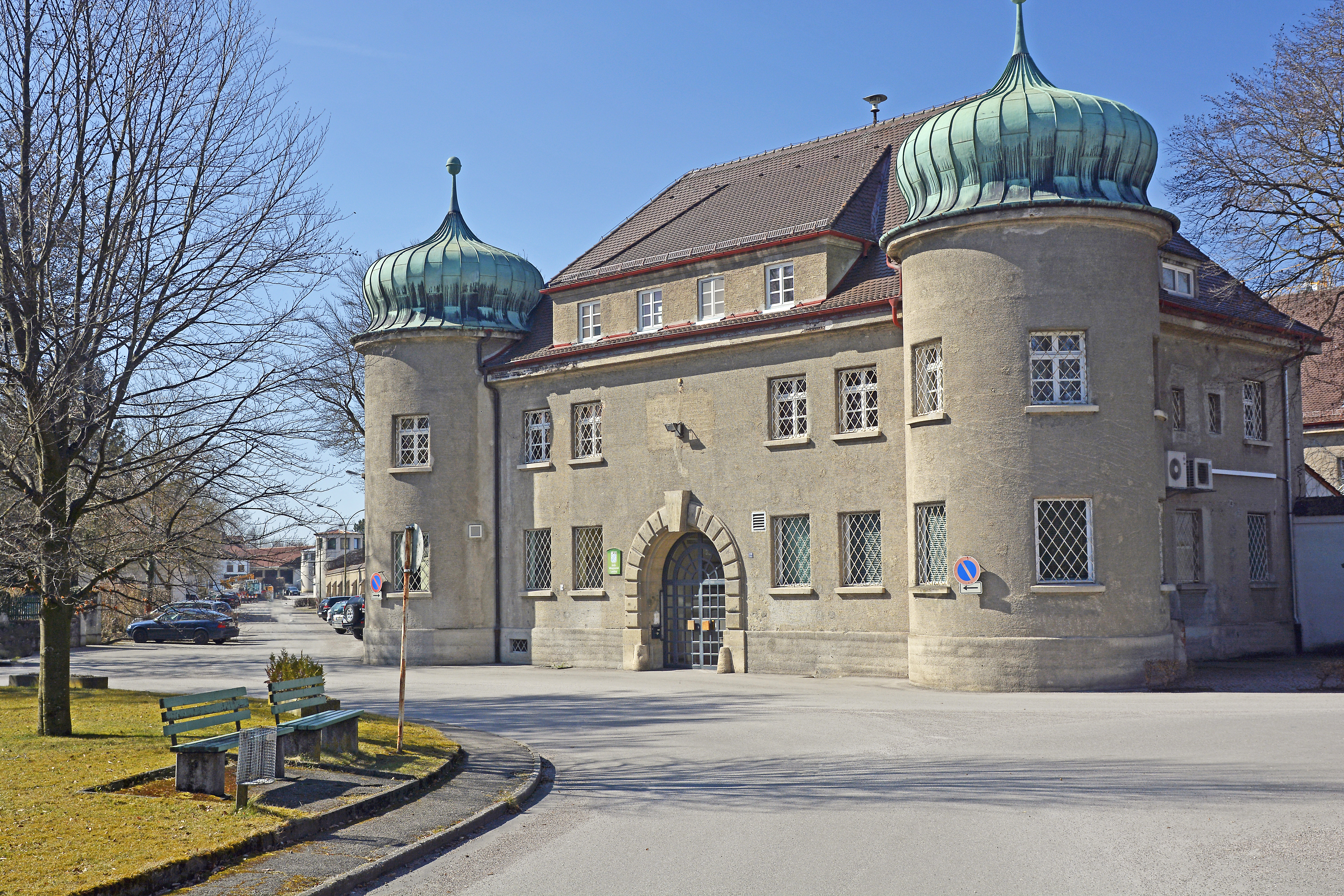
監獄大門

蘭茨貝格監獄（德語：Justizvollzugsanstalt Landsberg）是德國巴伐利亞州西南部萊希河畔蘭茨貝格的一所監獄，位於慕尼黑西南偏西約65公里、奧格斯堡以南35公里處。

## 歷史
蘭茨貝格監獄最著名的在1924年慕尼黑啤酒館政變失敗後關押了阿道夫·希特勒，希特勒在這裡向魯道夫·赫斯口述寫作了《我的奮鬥》。
二戰後，該監獄在德國占領期間被盟軍用來關押納粹戰犯。1946年，駐德美軍總司令約瑟夫·T·麥克納尼將軍將蘭茨貝格戰犯監獄更名為蘭茨貝格二號戰犯監獄。被盟軍用於關押第三帝国的黨政軍要犯，例如
- 保羅·布洛貝爾
- 卡爾·布蘭特
- 塞普·迪特里希
- 赫爾穆斯·費爾米
- 奧托·霍夫曼
- 卡爾·阿道夫·霍利特
- 赫爾曼·霍斯
- 瓦爾德馬·克林格爾霍夫
- 古斯塔夫·尼特爾
- 戈特洛布·贝格尔
- 阿爾弗雷德·克虜伯
- 漢斯·拉默斯
- 威廉·李斯特
- 艾哈德·米爾奇
- 約阿希姆·派珀
- 赫爾曼·皮斯特
- 奧斯瓦爾德·波爾
- 古斯塔夫·阿道夫·斯廷格拉赫特·馮·莫伊蘭
- 奧托·奧倫多夫
- 馬丁·桑德伯格
- 愛德華·克雷布斯巴赫

1958年，美國關閉了這座戰爭罪監獄。隨後該監獄的完全控制權移交給了德意志聯邦共和國。蘭茨貝格現由巴伐利亞司法部監獄管理局管理。